# Копальня Моррісон-Біч
Копальня Моррісон-Біч (Morrison Beach) – колишнє дрібне гірничодобувне підприємство на півдні Австралії.
Моррісон-Біч на узбережжі острові Кенгуру був єдиним місцем в штаті Південна Австралія, де видобували мінерали титану та цирконію. Геологічні дослідження пісків з підвищеним вмістом важких мінералів почались в 1956-му, а у період з 1971 по 1976 роки тут провадила видобуток компанія Minoil Services Pty Ltd, яка вилучила за цей час 1200 тонн рутилу та 190 тонн циркону.